# Goran Rem
Goran Rem (Slavonski Brod, 12. studenog 1958.) hrvatski je književnik, profesor književnosti na Filozofskom fakultetu u Osijeku, teoretičar i povjesničar umjetnosti.

## Životopis
Otac mu je književnik i autor književne te kazališne kulture Istočne Hrvatske Vladimir Rem. Vladimir Rem 1967. postaje ravnatelj kazališta u Vinkovcima, mijenja ime u "Kazalište Joze Ivakića" i osniva "Ogranak Vinkovci", prvi ogranak Društva hrvatskog književnika. 
Goran Rem pohađa gimnaziju Matija Antun Reljković od 1973. do 1977. i maturira kod profesorice Milke Tvrdeić radom Ljubav u lirici Stanka Vraza i Tina Ujevića. U Osijeku upisuje studij jugoslavistike s vinkovačkom općinskom nagradnom stipendijom Studentska umjetnička nagrada Josip Kozarac za zbirku pjesama Ženitva. Nakon završenog studija jugoslavistike 1981., upisuje i postdiplomski studij komparatistike u Zagrebu, kojega završava u klasi akademika Miroslava Šicela, s temom Aspekti metajezičnosti u suvremenome hrvatskome pjesništvu. Disertacijski rad Intermedijalnost u suvremenome hrvatskome pjesništvu brani 1996., kod mentora Cvetka Milanje. Otac je književnice, komunikologinje i hebraistice kćerke Paule i sina gimnazijalca Benjamina. Supruga Slađana Rem je kroatistica i školska knjižničarka.

## Profesionalna i akademska djelatnost
Od 1981. do 1990. radi u osnovnim i srednjim školama Vinkovaca i Osijeka. U Domovinskom ratu pokreće jednogodišnji umjetnički projekt Noise Slawonische Kunst s trideset i šest hrvatskih umjetnika i kulturnjaka (od 27. lipnja 1991. do 27. lipnja 1992.). Srpnja 1992. zapošljava se na Pedagoškom fakultetu u Osijeku (danas Filozofski fakultet Osijek). Godine 2009. postaje redoviti profesor nove hrvatske književnosti, a od 2014. redoviti profesor u trajnom zvanju. Predaje hrvatsku književnost od romantizma do danas i uvod u studij književnosti, a na doktorskim studijima kolegije Rock lirika i Hrvatsko pjesništvo trećeg milenija. Supokretač je interdiscipline mediostilistike. Obavljao je funkcije voditelja Katedre kroatistike dislociranog studija Hrvatskoga jezika i književnosti i knjižničarstva u Vinkovcima, voditelja Odsjeka za hrvatski jezik i književnost i prodekana za znanstveno-istraživački rad. Šef je Katedre za hrvatsku književnost (2012. - 2022.) odnosno redoviti profesor u trajnom zvanju Odsjeka za hrvatski jezik i književnost. Znanstveni fokus mu je na povijesti književnosti. Objavio je 32 knjige, od čega 20 znanstvenih, 9 stručnih, 3 udžbenika, stotinjak znanstvenih radova i više stotina stručnih radova.

## Kultura i umjetnost
Od 1977. aktivan je u različitim područjima umjetnosti i kulture. Autor je i suautor medijskih radova iz područja filma, likovnosti, glazbe i kazališta. 1982. postaje voditelj književne tribine Studentskog kulturno-umjetničkog centra u Osijeku, koja od 1984. djeluje u sklopu projekta Quorum. Suautor je ratnih kulturno-umjetničkih projekata Noise Slawonische Kunst i Dokumenti, 27. lipnja raskrižje na Klajnovoj. 2003. godine, Dječje kazalište u Osijeku postavlja njegov igrokaz Pobuna junakinja. Suautor je medijskih projekata s Ivanom Faktorom (Psi I i Psi II) i Ivanom Šeremetom (likovno-pjesnička mapa Nikada i sad). Sudjeluje u projektima Muzeja likovnih umjetnosti u Osijeku. S Paulom Rem postavlja projekt Intimacy u suradnji s dvadeset umjetnika iz Hrvatske, Slovenije, Srbije i Mađarske te SAD-a.
Urednik je i prireditelj časopisa, umjetničkih projekata, pjesničkih i znanstvenih knjiga, antologija, panorama i monografija. 1981./82. djeluje kao glavni urednik časopisa Rijek – prvog istočnohrvatskog studentskog periodika za kulturu i književnosti (uz Darka Vukovića, Delimira Rešickog i Stanka Dabića). 1980-ih i 1990-ih godina u uredništvu je projekta Quorum i zatim Književne revije. U uredništvu je znanstvenoga časopisa Anafora. Urednik je i prireditelj u knjižnicama Slavonica u 100 knjiga, Croatica, Brodski pisci, Čuvari buke i Knjižnici Pjesničkih susreta u Drenovcima. Objavljuje u području medijalne, izvedbovne i tekstualne umjetnosti.
Potpisuje reprint pjesničke zbirke Đerdan Josipa Stošića, u Disputu. Prireditelj je dvaju svezaka izabranih eseja Bore Pavlovića, izbor iz poezije Milorada Stojevića, trotomno izabranih eseja, studija i kritika Branimira Donata Prakseologija hrvatske književnosti. Uređuje knjižnicu Pannonius u Ogranku DHK slavonsko-baranjsko-srijemskom te knjižnicu Urbani Šokci i Matošev milenij.
Član je prosudbenih povjerenstava za dodjelu književnih i znanstvenih nagrada – Goranovog proljeća, Kvirinovih susreta, Pjesničkih susreta u Drenovcima, Cesarićevih dana, Dana Josipa i Ivana Kozarca te Đakovačkih susreta hrvatskih književnih kritičara te u HRZZ i Ministarstvu kulture RH. 